# John Ziman
John Michael Ziman (16 de maio de 1925 - 2 de janeiro de 2005)  foi um físico e humanista neozelandês nascido na Grã-Bretanha que trabalhou na área de física da matéria condensada. Foi popularizador da ciência, além de professor e autor.
Ziman nasceu em Cambridge, Inglaterra, em 1925. Seus pais eram Solomon Netheim Ziman e Nellie Frances (Gaster). A família emigrou para a Nova Zelândia quando Ziman era bebê. Ele obteve seus primeiros estudos na Hamilton High School e na Universidade de Wellington . Ele obteve seu PhD no Balliol College, Oxford e fez suas primeiras pesquisas sobre a teoria dos elétrons em metais líquidos na Universidade de Cambridge.
Em 1964, foi nomeado professor de física teórica na Universidade de Bristol, onde escreveu o livro Elements of Advanced Quantum Theory (1969), que explica os rudimentos da teoria quântica de campos com uma inclinação elementar da matéria condensada. Durante esse período, seus interesses se voltaram para a filosofia da ciência. Ele argumentou sobre a dimensão social da ciência e a responsabilidade social dos cientistas em vários ensaios e livros.
Ele se casou duas vezes, com Rosemary Dixon em 1951 e depois com Joan Solomon. Ele foi seguido dela e três de seus quatro filhos.

## Publicações selecionadas
- Ziman, John (1960). Electrons and phonons: The theory of transport phenomena in solids. Clarendon. [S.l.: s.n.] ISBN 978-0-19-850779-6

- Ziman, John (1960). Electrons and phonons: The theory of transport phenomena in solids. Clarendon. [S.l.: s.n.] ISBN 978-0-19-850779-6 Ziman, John (1960). Electrons and phonons: The theory of transport phenomena in solids. Clarendon. [S.l.: s.n.] ISBN 978-0-19-850779-6
- Ziman, John (1963). Electrons in metals: A short guide to the Fermi surface. Taylor & Francis. [S.l.: s.n.] OCLC 13129448
- Ziman, John (1968). Public Knowledge: Essay Concerning the Social Dimension of Science. Cambridge University Press. [S.l.: s.n.] ISBN 978-0-521-06894-9
- Ziman, John (1968). Public Knowledge: Essay Concerning the Social Dimension of Science. Cambridge University Press. [S.l.: s.n.] ISBN 978-0-521-06894-9
- Ziman, John (1968). Public Knowledge: Essay Concerning the Social Dimension of Science. Cambridge University Press. [S.l.: s.n.] ISBN 978-0-521-06894-9
- Ziman, John (1969). Elements Of Advanced Quantum Theory. Cambridge University Press. [S.l.: s.n.] ISBN 978-0-521-09949-3
- Ziman, John (1969). Elements Of Advanced Quantum Theory. Cambridge University Press. [S.l.: s.n.] ISBN 978-0-521-09949-3
- Ziman, John (1969). Elements Of Advanced Quantum Theory. Cambridge University Press. [S.l.: s.n.] ISBN 978-0-521-09949-3
- Ziman, John (1972). Principles of the Theory of Solids. Cambridge University Press. [S.l.: s.n.] ISBN 978-0-521-29733-2
- Ziman, John (1972). Principles of the Theory of Solids. Cambridge University Press. [S.l.: s.n.] ISBN 978-0-521-29733-2
- Ziman, John (1972). Principles of the Theory of Solids. Cambridge University Press. [S.l.: s.n.] ISBN 978-0-521-29733-2
- Ziman, John (1976). The Force of Knowledge: The Scientific Dimension of Society. Cambridge University Press. [S.l.: s.n.] ISBN 978-0-521-09917-2
- Ziman, John (1976). The Force of Knowledge: The Scientific Dimension of Society. Cambridge University Press. [S.l.: s.n.] ISBN 978-0-521-09917-2
- Ziman, John (1976). The Force of Knowledge: The Scientific Dimension of Society. Cambridge University Press. [S.l.: s.n.] ISBN 978-0-521-09917-2
- Ziman, John (1978). Reliable Knowledge: an Exploration of the Grounds for Belief in Science. Cambridge University Press. [S.l.: s.n.] ISBN 978-0-521-40670-3
- Ziman, John (1978). Reliable Knowledge: an Exploration of the Grounds for Belief in Science. Cambridge University Press. [S.l.: s.n.] ISBN 978-0-521-40670-3
- Ziman, John (1978). Reliable Knowledge: an Exploration of the Grounds for Belief in Science. Cambridge University Press. [S.l.: s.n.] ISBN 978-0-521-40670-3
- An Introduction to Science Studies: The Philosophical and Social Aspects of Science and Technology Cambridge: Cambridge University Press, 1987, ISBN 978-0-521-34680-1
- Ziman, John (1994). Prometheus Bound: Science in a dynamic steady state. Cambridge University Press. [S.l.: s.n.] ISBN 978-0-521-43430-0
- Ziman, John (1994). Prometheus Bound: Science in a dynamic steady state. Cambridge University Press. [S.l.: s.n.] ISBN 978-0-521-43430-0
- Ziman, John (1994). Prometheus Bound: Science in a dynamic steady state. Cambridge University Press. [S.l.: s.n.] ISBN 978-0-521-43430-0
- Ziman, John (1995). Of one mind: the collectivization of science. AIP Press (American Institute of Physics). [S.l.: s.n.] ISBN 978-1-56396-065-9
- Ziman, John (1995). Of one mind: the collectivization of science. AIP Press (American Institute of Physics). [S.l.: s.n.] ISBN 978-1-56396-065-9
- Ziman, John (1995). Of one mind: the collectivization of science. AIP Press (American Institute of Physics). [S.l.: s.n.] ISBN 978-1-56396-065-9
- Ziman, John (2000). Real Science: What It Is and What It Means. Cambridge University Press. [S.l.: s.n.] ISBN 978-0-521-77229-7
- Ziman, John (2000). Real Science: What It Is and What It Means. Cambridge University Press. [S.l.: s.n.] ISBN 978-0-521-77229-7
- Ziman, John (2000). Real Science: What It Is and What It Means. Cambridge University Press. [S.l.: s.n.] ISBN 978-0-521-77229-7